# Pertusaria jamesii
Pertusaria jamesii är en lavart som beskrevs av Kantvilas. Pertusaria jamesii ingår i släktet Pertusaria och familjen Pertusariaceae.   Inga underarter finns listade i Catalogue of Life.